# Тејлор (Висконсин)
Тејлор (енгл. Taylor) град је у америчкој савезној држави Висконсин.

## Демографија
По попису из 2010. године број становника је 476, што је 37 (-7,2%) становника мање него 2000. године.
| Група             | 2000.       | 2010.       |
| Белци             | 499 (97,3%) | 454 (95,4%) |
| Афроамериканци    | 0 (0,0%)    | 3 (0,6%)    |
| Азијати           | 3 (0,6%)    | 1 (0,2%)    |
| Хиспаноамериканци | 0 (0,0%)    | 16 (3,4%)   |
| Укупно            | 513         | 476         |